# Diseño de automóviles

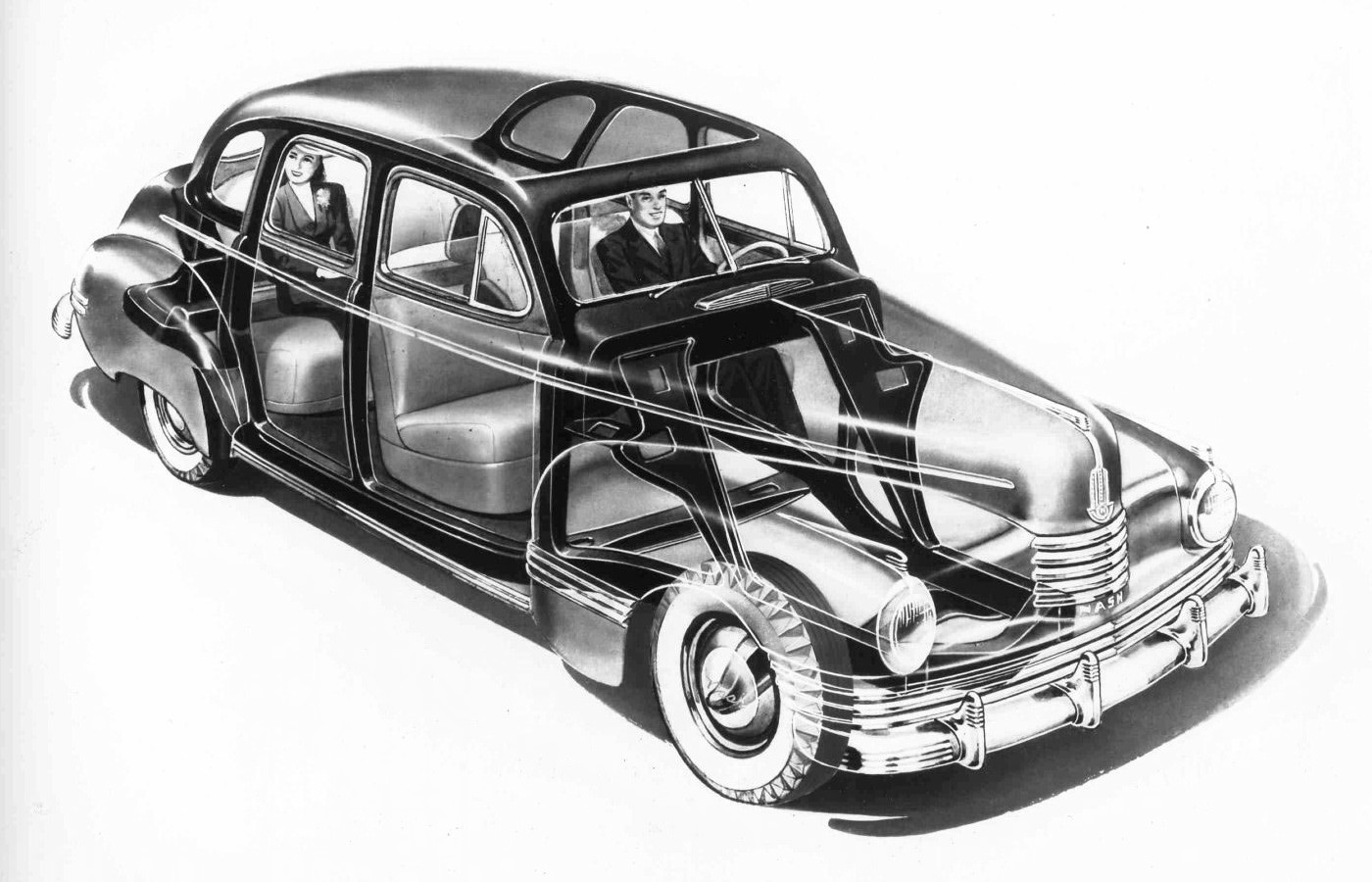
Dibujo de visión en rayos x del Nash Ambassador 600 de 1942, que permite apreciar la relación carrocería-chasis

El diseño de automóviles, también conocido como diseño automovilístico o diseño de automoción, es la profesión implicada en el desarrollo de un automóvil. Normalmente está referido al diseño de automóviles de turismo, pero normalmente también se refiere a motocicletas, camiones, autobuses y furgonetas. Esta práctica, hoy en día, es llevada a cabo por un gran equipo que reúne diferentes disciplinas. En este contexto se refiere sobre todo a desarrollar el aspecto o la estética visual del vehículo, aunque también está implicado en la creación del concepto del producto. El diseño de automóviles es practicado por los diseñadores que tienen generalmente una orientación en arte, pero sobre todo, un grado en diseño industrial o diseño del transporte.

## Elementos de diseño
La tarea del equipo de diseño está repartida generalmente en tres aspectos principales: el diseño exterior, el diseño interior, el color y los agregados aplicados. El diseño gráfico es también un aspecto del diseño de automóviles. Esta fase es compartida entre el equipo de diseño y el diseñador al mando del equipo tomara las medidas para el fin a que se destina. 

### Diseño exterior
El responsable del diseño del exterior del vehículo desarrolla las proporciones, la forma, y las superficies del vehículo. teniendo en cuenta el coeficiente Cx que es la calidad de la forma aerodinámica a la hora de diseñar un vehículo, esto para evaluar la aerodinámica del diseño, acompañada de esta fórmula y de las pruebas en los túneles de viento, en donde se encuentra otra fórmula más compleja que es el coeficiente (Fx= 1/2 x K x S x Cx x V2) en la que K indica variables de la temperatura, la presión, la densidad del aire. S es la superficie frontal del vehículo y V es la velocidad. entonces los diseñadores de automóviles de turismo tendrían que trabajar sobre el Cx y la S, ya que el resto son constantes. este utilizado más por el diseño en autos de Fórmula 1. El diseño exterior se hace por una serie de dibujos digitales o manuales. Se ejecutan y se aprueban dibujos progresivamente más detallados. La arcilla  y o los modelos digitales se desarrollan, junto con de los dibujos. Los datos de estos modelos entonces se utilizan para crear una maqueta del mismo tamaño del diseño final (cuerpo en blanco). Con máquinas fresadoras CNC de 3 y 5 ejes, el modelo, primero se diseña en un programa de computadora, y en seguida “se talla” con la máquina y usando grandes cantidades de arcilla . Incluso en tiempos del software 3d de clase superior y de los modelos virtuales,  el modelo en arcilla  sigue siendo la herramienta más importante para evaluar el diseño exterior de un coche y por lo tanto usado a través de la industria.

### Diseño interior
El estilista responsable del diseño del interior del vehículo desarrolla las proporciones, la forma, y las superficies para el tablero, los asientos, los paneles de ajuste, etc. Aquí el énfasis está en la ergonomía y la comodidad de los pasajeros. El procedimiento es igual que con el diseño exterior (bosquejo, modelo digital y modelo en arcilla).

### Diseño del color y detalles
El diseñador del color y los detalles (o color y los materiales) es responsable de la investigación, el diseño, y el desarrollo de todos los colores y materiales interiores y exteriores usados en un vehículo. Estos incluyen las pinturas, plásticos, el diseño de la tela, forrado con cuero,  alfombra,  agregados de madera, y así sucesivamente. El color, el contraste, la textura, y el patrón se deben combinar cuidadosamente para dar al vehículo un ambiente y una personalidad interiores únicos. Estos diseñadores trabajan de cerca con los diseñadores exteriores e interiores.
La inspiración de los diseñadores provienen de otras disciplinas del diseño, por ejemplo: diseño industrial, diseño de modas, mobiliario doméstico, y arquitectura. La investigación específica en tendencias globales está dirigida para proyectos en dos a tres años en el futuro. Crean paneles de tendencia de esta investigación para no perder de vista las influencias del diseño mientras se relacionan con la industria automovilística. El diseñador entonces utiliza esta información para desarrollar temas y conceptos que deben ser refinados adicionalmente y haberse probado en los modelos del vehículo.

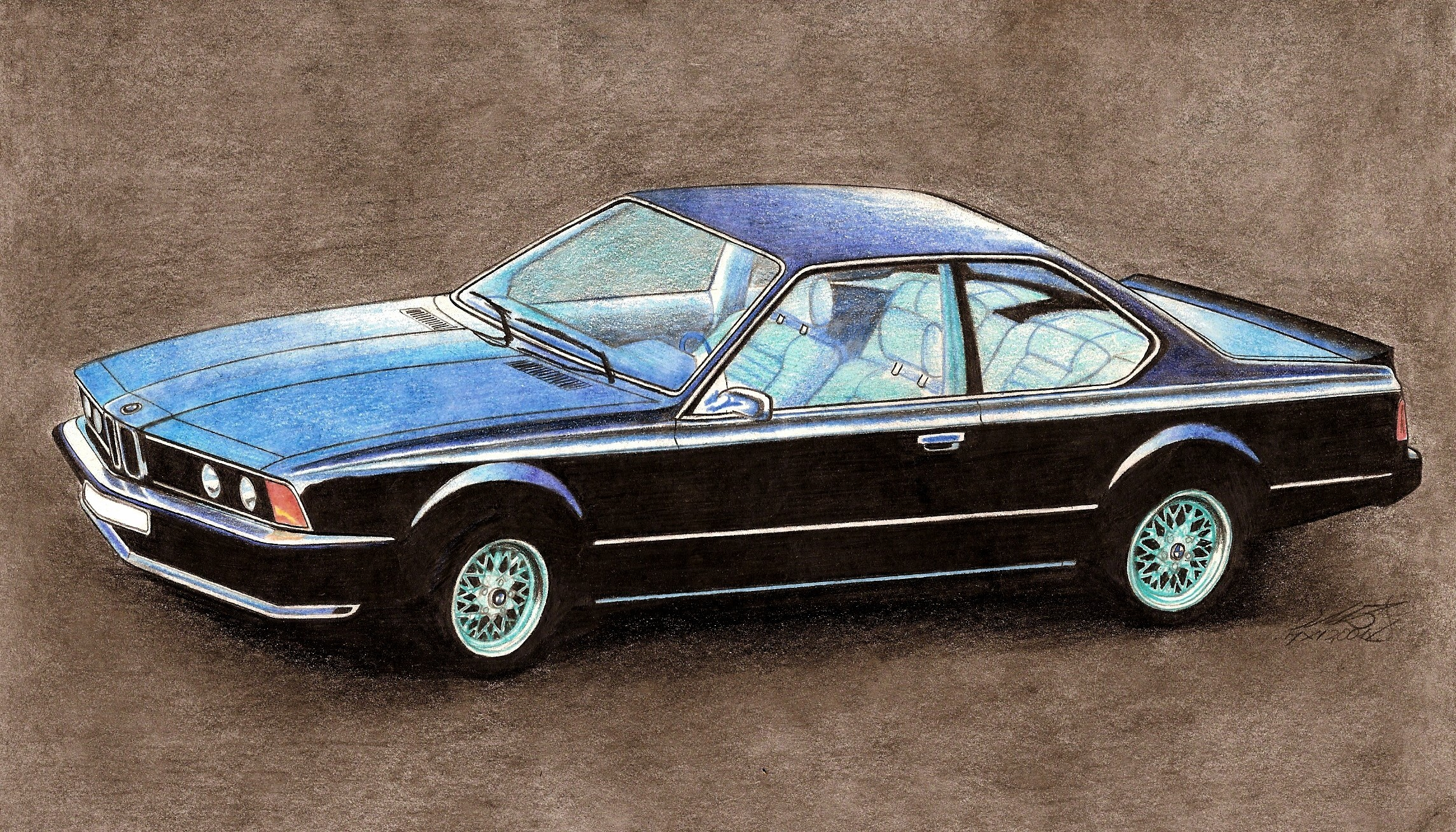
Esbozo del BMW Serie 6 E-24

### Diseño gráfico
El equipo de diseño también desarrolla la gráfica para los artículos por ejemplo: divisas, etiquetas, diales, interruptores o  llamas, rayas de competencia, también objetos conocidos como lowriders etc.

## Historia del diseño de automóviles en los Estados Unidos
En Estados Unidos, el diseño de automóviles alcanzó un momento crucial en 1924 en que el mercado nacional estadounidense de automóviles comenzó a alcanzar el colapso. Para mantener ventas de unidades General Motors, principalmente, Alfred P. Sloan Jr. ideó cambios anuales del diseño del modelo para convencer a dueños de coches de que necesitarían comprar uno nuevo de reemplazo cada año. Los críticos llamaron a esta estrategia "obsolescencia prevista". Sloan prefirió el término “obsolescencia dinámica”. Esta estrategia tenía efectos de gran envergadura en el negocio de los automóviles, el campo del diseño de producto, y eventualmente en la economía americana. Los competidores más pequeños no podrían sostener el paso y el costo del "rediseño" anual. Henry Ford no adhirió al cambio de modelo anual, porque él se aferró en las nociones propias de un ingeniero de la simplicidad, la economía en escala, y la integridad del diseño. Las ventas de Ford fueron superadas por las de GM en 1931 y después de eso, se convirtió en el competidor dominante de la industria. El cambio de diseño frecuente hace necesario utilizar una carrocería con chasis más liviana, pero menos flexible que la de diseño monocasco usada por la mayoría de los fabricantes de coche europeos.
Otro momento crucial vino en 1935, cuando los ingenieros de automoción descuidaron precipitadamente la investigación aerodinámica después de descubrir, entre otros problemas, aerodinámicamente tenderían a producir una sola forma exterior óptima. Esto sería malo para las ventas de la unidad, [citación necesitada] y para el GM trabajaría obviamente contra su nueva estrategia de la diferenciación del mercado. El estilo y la ingeniería funcionaban de formas separadas, y todas las partes de la carrocería experimentaron cambios cosméticos cada año, en consecuencia, el automóvil subyacente había cambiado.
Desde 1935 el diseño de automóviles ha sido conducido más por las expectativas del consumidor que por la mejora motriz. La forma todavía seguía la función, pero la función primaria del coche era conseguir mejores ventas.
El estilista de automóviles estadounidense más famoso es probablemente Harley Earl, que trajo la aleta o estabilizadores y otras referencias aeronáuticas al diseño de automóviles en los años 1950s. Se unió a otros diseñadores legendarios como Gordon Buehrig, responsable de los autos "Auburn 851" y el icónico "Cord 810" y "812" (conocidos como el "Hupmobile Skylark" y el "Graham Hollywood").

## Proceso de desarrollo
Sustentabilidad de producción
Hoy en día todo lo que creamos y más si tiene un impacto al medio ambiente debe ser sustentable que quiere decir que su impacto ambiental, como local  a la flora y la  fauna  desde ser mínimo, procurando degradar lo menos posible o reparar el daño ocasionado, hoy en día existen muchas compañías ensambladoras de primer nivel que cuentan con ese sistema, como reciclando, compactando etc. de sus  desechos industriales, por eso dentro de una ingeniería es indispensable tocar este tema, ya que es la base de lo que se va a construir y más para un futuro a corto plazo.
Incluye los siguientes pasos:
- Esbozo del concepto.
- Modelado asistido por computadora.
- Ingeniería de los trenes de tracción.
- Creación de modelos a escala.
- Desarrollo del prototipo.
- Proceso de manufacturación.